# Kriewitz-Kondensation
Die Kriewitz-Kondensation ist eine Namensreaktion in der Organischen Chemie und wurde 1899 von dem Chemiker Oscar Kriewitz beschrieben. Es handelt sich dabei um eine Synthesemethode zur Herstellung von ungesättigten primären Alkoholen.

## Übersichtsreaktion
Bei dieser Kondensationsreaktion zwischen einem Olefin 1 und Formaldehyd 2 entsteht bei höheren Temperaturen ein ungesättigter primärer Alkohol 3:

## Mechanismus
Der Reaktionsmechanismus wird in der Literatur beschrieben. Es wird angenommen, dass ein sechsgliedriger ringförmiger Übergangszustand 3 an dieser Kondensation beteiligt ist.  